# Peter Sarnak
Peter Clive Sarnak (Johannesburg, 1953. december 18. – ) dél-afrikai származású amerikai matematikus, a 2014-es matematikai Wolf-díj nyertese.
PhD fokozatát a Stanford Egyetemen szerezte meg 1980-ban. Disszertációjának címe: Prime Geodesic Theorems. Témavezetője Paul Cohen volt.